# Volo Pakistan International Airlines 326
Il volo Pakistan International Airlines 326 fu dirottato dal gruppo militante Al-Zulfiqar, guidato da Murtaza Bhutto, nel marzo 1981. Il dirottamento durò tredici giorni, a partire dal 2 marzo fino al 15. Era un volo di routine programmato da Karachi a Peshawar, ma i dirottatori lo dirottarono a Kabul, in Afghanistan, e poi a Damasco, dove la situazione degli ostaggi si concluse con il rilascio dei prigionieri da parte del governo pakistano.

## Particolari
Al-Zulfiqar, l'attivista della PSF Salamullah Tipu e altri tre militanti dirottarono l'aereo.
I dirottatori hanno chiesto il rilascio di 54 prigionieri politici. Questi includevano membri del PPP, del PSF, dell'NSF e alcuni attivisti marxisti di Jiyala. Alcuni passeggeri vennero rilasciati, altri no, in particolare il maggiore Tariq Rahim, che secondo Murtaza aveva abbandonato suo padre Zulfiqar Ali Bhutto. Il diplomatico pakistano è stato sparato e il suo corpo gettato sull'asfalto. Muhammad Zia-ul-Haq esitò e Tipu giustiziò Rahim, che credeva erroneamente fosse il figlio dell'allora amministratore della legge marziale, il generale Rahimuddin Khan, sull'aereo accusandolo di far parte del colpo di stato di Zia contro Bhutto. Il governo fu costretto così ad acconsentire alla richiesta.
L'aereo è stato prima costretto ad atterrare all'aeroporto di Kabul, quindi è stato portato a Damasco. Sebbene intrapreso per "vendicare l'impiccagione di Zulfiqar Ali Bhutto da parte di Zia", il dirottamento è stato subito condannato dalla giovane co-presidente del PPP, Benazir Bhutto, che languiva in una prigione di Karachi.
Alla fine circa 50 prigionieri furono rilasciati dal regime di Zia-ul-Haq. Tipu fu gettato in una prigione di Kabul e giustiziato nel 1984 per aver ucciso un cittadino afghano. Il suo corpo non è mai stato restituito e si dice che sia stato sepolto da qualche parte vicino a Kabul.

## Conseguenze
Il successo del dirottamento non solo vide molti degli uomini rilasciati unirsi all'AZO, ma l'organizzazione accolse anche un nuovo gruppo di reclute che viaggiarono attraverso le aree tribali del Pakistan prima di entrare in Afghanistan.
AZO si descriveva come un gruppo di guerriglia socialista, ma il suo scopo principale era vendicare la morte di Bhutto. L'organizzazione era composta principalmente da giovani militanti del PSF e da membri di piccoli gruppi di sinistra come il Partito Comunista Mazdoor Kissan.
Uno dei tre ostaggi americani durante il volo, Fred Hubbell, si è candidato alla carica di governatore dello stato dell'Iowa nelle elezioni governative del 2018.
L'assistente di volo Naila Nazir è stata insignita del Flight Safety Foundation Heroism Award nel 1985 per essersi rifiutata di fuggire dall'aereo di linea quando i dirottatori salirono a bordo dell'aereo.